# Isbjørn
 For alternative betydninger, se Isbjørn (flertydig). (Se også artikler, som begynder med Isbjørn)
Isbjørnen (latin: Ursus maritimus) er en stor gullighvid bjørn. Den kan blive cirka 2,8 meter lang og veje op til 700 kg, hvilket gør den til den største bjørneart. Isbjørnen lever af sæler, fisk, sneharer, polarræve, lemminger, søfugle, unge hvalrosser, hvidhvaler, ja faktisk en hvilken som helst kilde til kød – også ådsler og menneskers efterladte affald, hvilket gør den til en potentielt temmelig farlig nabo i arktiske samfund, f.eks. på Svalbard.

## Levevis
Som fangstmetode bruger bjørnen sine store kløer og hjørnetænder, sin fantastiske lugtesans og ikke mindst sin evne til at ville undersøge og udforske, som ofte bringer den på kollisionskurs med menneskets samfund, men som også holder den i live, når føden er knap, og fantasi må til. Isbjørnen er større og længere end de øvrige bjørne, med længere hals og smallere hoved. Dens tænder er ekstremt godt tilpasset livet som kødæder. Hjørnetænderne er noget større end andre bjørnes og dens kindtænder er skarpere og mere takkede. Dette skyldes at isbjørnen næsten udelukkende lever af kød, mens andre bjørne også spiser planteføde. f.eks. bær og græsser.
Ud over parringstiden og opfostringen af ungerne lever isbjørnen mest alene. Den er aktiv både om dagen og om natten. Isbjørnen er en god svømmer, men kan også bevæge sig hurtigt til fods – den kan opnå en hastighed på 55 kilometer i timen.
I Danmark kan der ses isbjørne i Københavns zoologiske have (Den Arktiske Ring), Skandinavisk Dyrepark og i Aalborg zoologiske have.

### Fakta
- Alder: 25-35 år. (I fangenskab i "London zoo" er en isbjørn blevet 41 år).
- Vægt: 400–725 kg.
- Længde: 180-240 cm.
- Højde: 120-160 cm.

## Pels
Isbjørnenes pels isolerer godt. Den består af et lag underuld og et lag dækhår. Selvom isbjørnens pels ser ud til at være hvid, er hårene gennemsigtige og selve huden er mørk – næsten sort, så den optager varmen ekstra godt. Dette system er så effektivt, at der kan være en temperaturforskel på 69 grader mellem isbjørnens skind og omgivelserne. Forskere har forsøgt at filme isbjørne med infrarødt kamera, men på grund af dyrets effektive konservering af og optag af varme var der på den fremkaldte film ingen spor af dyrene.[kilde mangler]

## Unger
Isbjørne bliver kønsmodne efter 3-4 år og parrer sig i marts-maj. De parrer sig kun hvert 3. år. Hunnen er drægtig i 7-8 måneder og føder som regel to unger. Drægtige hunner tilbringer vinteren i selvgravede ynglehuler i sneen. Ungerne er meget små ved fødslen og blinde de første 28-30 dage. Ungerne dier 1-2 år og klarer sig selv efter 2-3 år.

## Udbredelse
Isbjørnen har cirkumpolar udbredelse, mere specifikt har den udbredelsesområde langs kysterne i det arktiske område. Inden for dens udbredelsesområde forekommer flere, mere eller mindre adskilte underbestande. I Grønland forekommer isbjørnen i både Øst- og Vestgrønland. På Vestkysten lever isbjørnene især i de områder, hvor drivisen lægger sig tæt op ad kysten, det vil sige nord for og omkring Sisimiut. I Sydvestgrønland forekommer der imidlertid også isbjørne, der bringes til området med drivisen fra Østgrønland. Isbjørnene forekommer langs hele Østgrønlands kyststrækning. I store dele af året findes isbjørnen også på drivisen mellem henholdsvis Vestgrønland og det østlige Canada samt mellem Østgrønland og Svalbard.

## Afstamning
Isbjørnens stamtavle er ikke helt fastslået, men menes at være opstået for 200.000 år siden, og oprindelig nedstamme fra den brune bjørn. Isbjørne og brune bjørne kan få fødedygtigt afkom (mokkabjørne), hvilket faktisk taler for, at de stadig næsten tilhører samme art, selvom de ser meget forskellige ud.

## Farer for isbjørnen
Studier af indhold af miljøfremmede, menneskeskabte stoffer – de såkaldte POP´er (persistent organic pollutants, for eksempel PCB og DDT) – har afsløret meget høje niveauer i østgrønlandske isbjørne. Koncentrationerne af POP i bjørne skudt på østkysten er af samme størrelsesorden som koncentrationer fundet i isbjørne ved Svalbard. På Svalbard er der frygt for, at POP-niveauerne er så høje, at isbjørnenes reproduktionsevne og kønsorganer er skadet, og at deres immunsystemer er påvirket. Isbjørnen jages, og der skydes cirka 100 isbjørne om året. Disse to faktorer har sammen med den globale opvarmning, som har bevirket at isområderne er blevet mindre, gjort isbjørnen til et truet dyr.